# Хуттен, Филип фон
Филипп фон Хуттен (нем. Philipp von Hutten; 18 декабря 1505 — 17 мая 1546) — немецкий рыцарь и искатель приключений, ставший персонажем германского фольклора.

## Биография
Был кузеном Ульриха фон Гуттена и провёл свои первые годы при дворе императора Карла V. Затем он присоединился к группе из 600 авантюристов, которые под командованием Георга Шпеера приплыли в Венесуэлу (бывшую тогда испанской колонией) с целью завоевания этой земли в интересах аугсбургского дома Вельзеров (колония Кляйн-Венедиг).
Группа высадилась в Коро в феврале 1535 года, и Хуттен сопровождал Шпеера в его длинной и трудной экспедиции вглубь страны в поисках сокровищ. К 1538 году они достигли истоков Рио-Джапура у экватора. После смерти Шпеера в декабре 1540 года он стал лидером отряда в Венесуэле.
В 1541 году Хуттен отправился на поиски Эльдорадо с небольшой группой сторонников. После пяти лет скитаний, преследуемые местными жителями и страдая от голода и болезней, люди Хуттена дошли до крупного города омаков к северу от Амазонки, где были разбиты ими, а сам Хуттен получил тяжёлое ранение. В 1546 году он вернулся с немногочисленными выжившими сторонниками в Коро, где к тому времени испанец Хуан де Каравасиль был назначен губернатором Венесуэлы в его отсутствие. Вместе со своим компаньоном, Бартелем Велсером, он был схвачен Каравасилем в апреле 1546 года, и оба искателя приключений были впоследствии казнены.
Сохранился написанный Хуттеном отчёт о его путешествии, который был впервые опубликован в 1785 году.